# 엘리 켄드릭
엘리 켄드릭(Ellie Kendrick, 1990년 6월 8일 ~ )는 잉글랜드의 배우이다. HBO 시리즈 《왕좌의 게임》의 미라 리드 역으로 알려졌다.

## 출연 작품
- 네이티브 (2016)
- 러브 이즈 틱커 댄 워터 (2016)
- 더 레벨링 (2016)
- 위스키 거로어! (2016)
- 왕좌의 게임 3 (2013)
- 치어풀 웨더 포 더 웨딩 (2012)
- 언 애듀케이션 (2009)
- 프라임 서스펙트 (2006)